# Championnat de Tunisie de football 1981-1982
Navigation
Saison précédente Saison suivante
La saison 1981-1982 du championnat de Tunisie de football est la 27e édition de la première division tunisienne à poule unique, la Ligue Professionnelle 1. Les quatorze meilleurs clubs tunisiens jouent les uns contre les autres à deux reprises durant la saison, à domicile et à l'extérieur. En fin de saison, les deux derniers du classement sont relégués et les deux meilleurs clubs de Ligue Professionnelle 2 sont quant à eux promus en première division.
C'est l'Espérance sportive de Tunis qui remporte le championnat cette saison, en terminant en tête, six points devant le Club africain et neuf points devant l'Étoile sportive du Sahel. C'est le septième titre de champion de Tunisie de l'histoire du club. Le tenant du titre, le Club sportif sfaxien ne finit qu'à la cinquième place, à dix points du nouveau champion.

## Clubs participants
- Sfax railway sport
- Association Mégrine Sport - Promu de LP2
- Club africain
- Espérance sportive de Tunis
- Étoile sportive du Sahel
- Club athlétique bizertin
- Club sportif de Hammam Lif
- Union sportive monastirienne
- Stade tunisien
- Club sportif sfaxien
- Océano Club de Kerkennah
- Avenir sportif de La Marsa
- El Makarem de Mahdia - Promu de LP2
- Jeunesse sportive kairouanaise

## Compétition

### Classement
Le barème de points servant à établir le classement se décompose ainsi :
- Victoire : 3 points
- Match nul : 2 points
- Défaite : 1 point

| Rang | Équipe                         | Pts | J  | G  | N  | P  | Bp | Bc | Diff |
| ---- | ------------------------------ | --- | -- | -- | -- | -- | -- | -- | ---- |
| 1    | Espérance sportive de Tunis    | 64  | 26 | 14 | 10 | 2  | 42 | 12 | +30  |
| 2    | Club africain                  | 58  | 26 | 11 | 10 | 5  | 35 | 19 | +16  |
| 3    | Étoile sportive du Sahel       | 55  | 26 | 10 | 9  | 7  | 35 | 20 | +15  |
| 4    | Stade tunisien                 | 54  | 26 | 8  | 12 | 6  | 27 | 23 | +4   |
| 5    | Club sportif sfaxien (T)       | 54  | 26 | 9  | 10 | 7  | 26 | 22 | +4   |
| 6    | Jeunesse sportive kairouanaise | 52  | 26 | 8  | 10 | 8  | 29 | 42 | -13  |
| 7    | Avenir sportif de La Marsa     | 51  | 26 | 8  | 9  | 9  | 25 | 34 | -9   |
| 8    | Club athlétique bizertin (C)   | 50  | 26 | 9  | 6  | 11 | 34 | 32 | +2   |
| 9    | Club sportif de Hammam Lif     | 50  | 26 | 7  | 10 | 9  | 35 | 40 | -5   |
| 10   | Sfax railway sport             | 50  | 26 | 6  | 12 | 8  | 22 | 25 | -3   |
| 11   | Union sportive monastirienne   | 49  | 26 | 7  | 9  | 10 | 18 | 22 | -4   |
| 12   | Océano Club de Kerkennah       | 49  | 26 | 7  | 9  | 10 | 15 | 25 | -10  |
| 13   | Association Mégrine Sport (P)  | 48  | 26 | 6  | 10 | 10 | 23 | 32 | -9   |
| 14   | El Makarem de Mahdia (P)       | 44  | 26 | 4  | 10 | 12 | 23 | 41 | -18  |

|  | Champion de Tunisie 1981-1982                                                                |
|  | Relégation directe en deuxième division                                                      |
|  | (T) Tenant du titre (C) Vainqueur de la coupe de Tunisie (P) Club promu de deuxième division |

## Bilan de la saison
| Championnat de Tunisie de football 1981-1982 |                                        |
| Champion                                     | Espérance sportive de Tunis (7e titre) |
| Coupes et trophées                           |                                        |
| Vainqueur de la Coupe de Tunisie 1981-1982   | Club athlétique bizertin               |
| Promotions et relégations                    |                                        |
| Promus en Ligue Professionnelle 1            | Club sportif de Korba                  |
| Promus en Ligue Professionnelle 1            | Stade gabésien                         |
| Relégués en Ligue Professionnelle 2          | Association Mégrine Sport              |
| Relégués en Ligue Professionnelle 2          | El Makarem de Mahdia                   |